# Xenocatantops sauteri
Xenocatantops sauteri är en insektsart som först beskrevs av Willy Adolf Theodor Ramme 1941.  Xenocatantops sauteri ingår i släktet Xenocatantops och familjen gräshoppor. Inga underarter finns listade i Catalogue of Life.